# Егоров, Евгений Алексеевич (экономист)
Евгений Алексеевич Егоров (род. 5 февраля 1955, Иваново) — российский учёный в областях экономики садоводства и виноградарства, а также менеджмента. Академик РАН (2016, членкор РАСХН с 2010), доктор экономических наук (1999), профессор (2000).
Директор (с 1998 года) Северо-Кавказского зонального НИИ садоводства и виноградарства (СКЗНИИСиВ) — ныне Северо-Кавказского федерального научного центра садоводства, виноградарства, виноделия (СКФНЦСВВ). Профессор, заведующий с 2001 года кафедрой менеджмента КубГАУ.
Лауреат премии Правительства Российской Федерации в области науки (2002).
Заслуженный работник сельского хозяйства Российской Федерации (1997).

## Биография
Окончил Кубанский СХИ, ныне КубГАУ (1981) по специальности «гидромелиорация». В 1980—1986 годах — секретарь парткома учхоза «Краснодарское». В 1986—1998 годах — директор опытно-производственного хозяйства «Центральное» НПО «Сады Кубани» Россельхозакадемии. 7 февраля 1996 года защитил кандидатскую диссертацию «Совершенствование внутрихозяйственного организационно-экономического механизма» (научный руководитель И. Т. Трубилин; официальные оппоненты Н. И. Дворядкин, А. Г. Григорьян), 29 января 1999 года — докторскую диссертацию «Организационно-экономические проблемы развития регионального плодового подкомплекса» (научный консультант И. Т. Трубилин; официальные оппоненты Н. И. Дворядкин, М. А. Керашев, И. Ф. Суслов).
С 2001 года — заведующий новосозданной — на базе кафедры управления экономического факультета — кафедрой менеджмента Кубанского государственного аграрного университета. Действительный член Международной академии информатизации (1998) и Международной академии виноградарства и виноделия (1999). Член редколлегии журнала «Садоводство и виноградарство».

## Награды
Награждён орденом Дружбы (2001), медалью «За трудовое отличие» (1986), золотой медалью «За вклад в развитие агропромышленного комплекса России» (2006).
Опубликовал более 340 научных трудов.